# Графічна хронологія Великого вибуху
Ця хронологія Великого вибуху відтворює послідовність подій, відповідно до поточного їх розуміння в науковому світі.
Це — логарифмічна шкала, що показує час у {\displaystyle 10\cdot \log _{10}} секунди замість просто секунд. Наприклад, одна мікросекунда — це {\displaystyle 10\cdot \log _{10}0.000001=10\cdot (-6)=-60}. Щоб перевести позначку -30 на шкалі у секунди, вирахуйте {\displaystyle 10^{-{\frac {30}{10}}}=10^{-3}=0.001} секунди = одна мілісекунда. На логарифмічній шкалі часу кожен наступний проміжок є в десять разів більшим, аніж попередній.